# Habesh
1554–1802
1813–1872
Entités précédentes :
- Sultanat mamelouk

Entités suivantes :
- Khédivat d'Égypte
- Vilayet du Hedjaz
- Vilayet du Yémen
- Érythrée italienne

Habesh (en turc : Habeş) est une ancienne province de l'Empire ottoman, tardive, entre Afrique et Arabie, sur les bords de la mer Rouge.

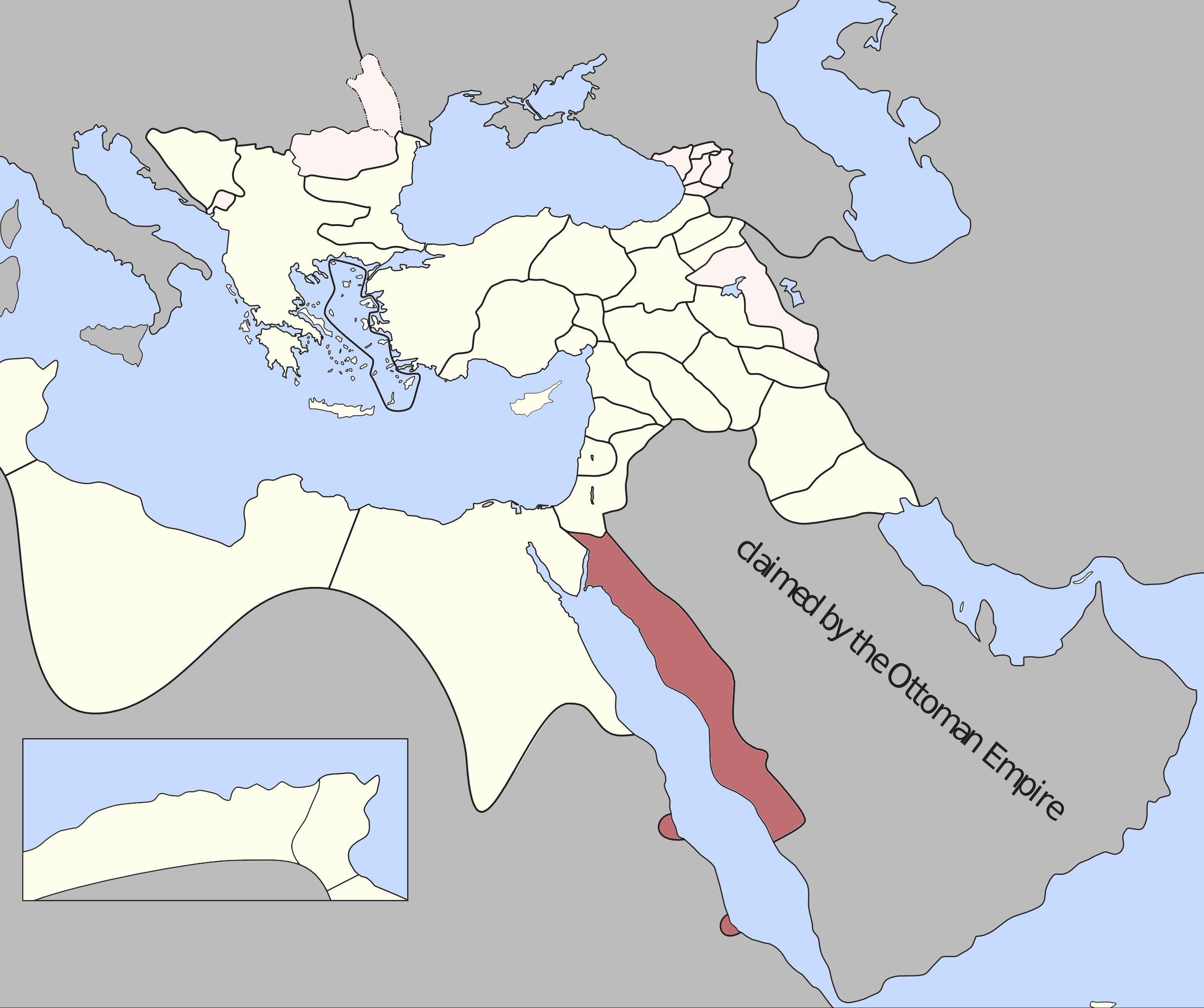
Eyalet d'Habesh (1795)

## Dénomination
Le terme correspond au nom arabe al-Ḥabaša, qui sert à désigner l'ancien royaume d'Aksoum.

## Histoire
La guerre adalo-éthiopienne (1527-1543) oppose l'Empire éthiopien (David II d'Éthiopie puis Gelawdéwos) au Sultanat d'Adal par les troupes de l’imam Ahmed Ibn Ibrahim Al-Ghazi (Ahmed Gragne, Grañ, Le Gaucher), « roi de Zeilah ». Le sultanat d’Adal est soutenu par l'Empire ottoman et les Éthiopiens par le royaume du Portugal, dans le contexte des expéditions navales ottomanes dans l'océan Indien et d'établissement de l'empire colonial portugais.
En 1543, Ahmed Gragne est tué et la dynastie salomonide est restaurée, même si Gelawdéwos doit encore combattre les Oromos qui envahissent sa frontière nord. Entre 1554 et 1559, les Ottomans, de nouveau alliés à Adal, occupent la côte de la mer Rouge, l'actuelle Érythrée, qui devient la province ottomane de Habesh.
En 1855-1856, les habitants du Hedjaz, emmenés par l'émir et grand chérif de La Mecque Abd al-Muttalib ibn Ghalib (en), se soulèvent contre les tentatives impériales de mettre fin à la traite dans la région. En 1857, lorsque le sultan Abdülmecid Ier aboli officiellement la traite dans son Empire, le Hedjaz est exempté de cette nouvelle mesure,.

## Situation
Elle correspond un temps aux territoires contrôlés par les villes de Massawa, Hergigo, Suakin, et leur arrière-pays pris sur le territoire de l'Éthiopie, aujourd'hui en Érythrée.
Y sont rattachées une petite partie de la Nubie (Kashiflik de Basse Nubie), et une infirme partie de la Somalie (du Somaliland actuel).
La redéfinition des provinces ottomanes en 1831 efface la plupart des zones africaines, et se concentre sur la façade occidentale de la péninsule arabique.

## Subdivisions
Les sandjaks de la province ottomane d'Habesh sont Ibrim, Dbarwa, Sawakin, Hargigo, Massawa, Zeilah, Djeddah .
À partir de 1860, ils sont, pour la péninsule arabique, Yémen, Najd, Mecca, Djeddah, Médine .